# Energiaültetvény
Az energiaültetvény olyan mezőgazdasági nagyságrendben telepített növénykultúra, mely telepítésének elsődleges célja a biomassza-termelés és az energetikai felhasználás.

## Fajtái

### SIDA-ültetvény
A SIDA (Sida hermaphrodita L. Rusby) a mályvafélék családjába (Malvaceae) tartozik és az USA az őshazája. A Lublini Természettudományi Egyetemen folytatott, több mint 55 éves kutató tevékenységnek köszönhetően a sida, az egyik legfontosabb termesztett növényként lett elismerve[forrás?]. Mindezt a sokoldalú, többek között energetikai célú felhasználhatóságának is köszönheti. Magyarországon több célú (nem csak energetikai, hanem rekultivációs és méhlegelő célú) felhasználása jelenleg is folyamatban van.
Ez a növény a méhészek számára is egy új nagyszerű lehetőséget biztosít. A sida egy nagyon értékes, magas fehérjetartalmú, magas mézhozamot biztosító termesztett fajta, amelyet energetikai célokra is kiválóan lehet használni. Művelhető kötött, sőt homokos talajon is. 12-14 aranykoronás földeken is igen gazdaságosan termeszthető és a többcélú felhasználási lehetősége kiváló. A telepítést követő harmadik évtől a fajta egy tőből 20-40, télen elszáradó szárat növeszt. A sidaültetvényt energetikai célokra 30-120 ezer tő/hektár mennyiségben legcélszerűbb ültetni. Az ültetvény élettartama 20-30 év. A sida minden típusú talajon jó termést hoz, még a tízegynéhány aranykorona értékű száraz, kötött, vagy homokos talajon is.
A sida a fagyoknak, a szárazságnak teljesen ellenálló növény. Növekedésének első fázisában igen lassan nő és nagyon érzékeny a gyomokra; különösen igaz ez a szabadföldi vetéssel létrehozott ültetvények esetén, ezért oly nagyon fontos a talaj előkészítés és a megfelelő agrotechnika. A gyomok egyszerűen gyorsabban nőnek és elnyomják a fiatal növényeket. Az első évben nagyon lassan és maximum 60-90 cm magasságra nő, de a második évtől a 2,5-4 m magasságot éri el.
A betakarítható sida mennyisége igen sok tényezőtől függ. A termőterület minőségétől függően 9-25 t száraz tömeg/ha/év a betakarított mennyiség, de pl. egy közepes minőségű termőföldről a második évtől kezdődően 20 t száraz tömeg/ha/év a betakarított mennyiség.
A sidának van egy igen előnyös termesztési tulajdonsága. Megél a szennyvíztelepi iszapon, szénhidrogénnel, nehézfémmel szennyezett talajon is, sőt „megtisztítja” azt vegetációs időszaka alatt, és így gyakorlatilag újra mezőgazdasági művelésre teszi alkalmassá.

### Energiafű-ültetvény
Az energiafű-fajták gyors növésű, igen magasra (2-3 méterre) megnövő fűfélék. Könnyen arathatók és száradás után a búzaszalmához hasonló eltüzelhető szálas anyagot adnak. A hazánkban az utóbbi években nagyon népszerűvé váló energianövény tüzelésének legfőbb problémája, hogy a gyors növekedése érdekében olyan agresszív vegyületeket is magába épít, melyek a tüzeléskor korrodálják a tüzelőberendezést, illetve szennyezik a légkört. Ez akadályozza az ipari méretű elterjedését.
Tekintettel a gyors növekedésre, biológusok gyakran figyelmeztetnek az energiafűvel kapcsolatban a nagymértékű elterjedés veszélyeire, emlékeztetve a parlagfű-jelenségre.

### Energianyár-ültetvény
Az energianyár-fajták olyan nemesített nyárfa-fajták, melyek 2-3 éves vágási ciklussal, speciális aratógép segítségével arathatók, és tőről újrasarjadnak. A kitermelt energianyár-fa, valójában egy max. 2–3 cm átmérőjű, 2–3 m magas vessző, 5-10 db vékony ággal. A termelés során az aratógép általában azonnal elvégzi a fa aprítását is.

### Energianád-ültetvény
Az energianád-félék olyan gyorsnövésű, 3-5 méter magasra megnövő nádfélék, melyek kis és értéktelen (például lápos) földterületen is nagy biomassza-hozamot képesek produkálni. Hazánkban az energianád-félék nagyüzemi felhasználását jelenleg nem tervezik.

### Kritikája
Fenntarthatósági szempontból az energianövények közül több - nem feltétlenül mind, az egyes eseteket kell megvizsgálni - problematikus, mert az ilyen ültetvények kiterjedése egyes szakértők szerint hosszú távon veszélyeztetheti az élelmiszer termelést, illetve nem szakít azzal a téves és a többi energiaféleséggel is kapcsolatos vélekedéssel, mely szerint a bolygó egésze azért van, hogy az emberi igényeket (melyek a jelenlegi elképzelések szerint egyre több energiával elégíthetők ki) kiszolgálják, és így figyelmen kívül hagyják, hogy az az újabb terület, amelyet pl. energianövény terjesztésre sajátítunk ki, az csökkenti az élővilág többi részének esélyeit az életben maradásra.
Az energianövények talajra gyakorolt hatását hazánkban kevéssé vizsgálják, így nehéz eldönteni, hogy hosszú távú termesztésük után a talaj milyen változásokon megy át, annak minősége, vastagsága, a benne lakó lények életfeltételei hogy változik. Terepi kutatások hiányában, később fog kiderülni, hogy más, vadon élő növényekkel való keresztbeporzás milyen mértékű lesz. Ezért sok múlik a betakarítás idején, ha azonban pl. eső miatt nem lehet magzás előtt betakarítani, akkor nehezen képzelhető el, hogy a gazdák - csak a környező vadfajták védelmében feláldozzák terményüket. De ha mindezek a kétségek cáfolódnak is, pusztán az, hogy egy újabb monokultúrában termesztett növényt vezetünk be, - az elfoglalt (vagy művelés alá újonnan bevont) terület miatt - nagy terhet jelent az élővilág számára.

### Egyéb
Egyes élelmiszeriparban használt növényfélék, vagy terméseik használhatók energetikai célra, azonban többcélúságuk miatt nem tekinthetők energianövényeknek. Ilyenek a búza, kukorica (bioetanol gyártás és biomassza), repce, napraforgó, oliva (biodízel gyártás és biomassza), fafélék (biomassza) stb.